# Los apuros de Narciso
Los apuros de Narciso es una película de comedia mexicana de 1940 escrita y dirigida por Enrique Herrera. Los sets de la película fueron diseñados por Mariano Rodríguez Granada.

## Reparto
- Daniel Arroyo
- Carolina Barret
- Roberto Corell
- Joaquín Coss
- Gerardo del Castillo
- Pilar Fernández
- Carlos Font
- Antonio R. Frausto
- Gilberto González
- Enrique Herrera
- Alba del Mar
- Gloria Marín
- Lili Marín
- Wilfrido Moreno
- Roberto Y. Palacios
- Matilde Palou
- Emilio Romero
- Conchita Saenz
- Emma Telmo
- Alfonso Torres
- Víctor Torres

## Producción
El rodaje inició en noviembre de 1939. Fue rodada en los Estudios Chapultepec y fue la última película rodada allí; fue demolido en 1940 y cuatro años después el Teatro de Chapultepec fue construido en su lugar.